# Neotrichiorhyssemus setiventris
Neotrichiorhyssemus setiventris är en skalbaggsart som beskrevs av Rudolph Petrovitz 1968. Neotrichiorhyssemus setiventris ingår i släktet Neotrichiorhyssemus och familjen Aphodiidae. Inga underarter finns listade i Catalogue of Life.